# Milenge
Milenge é uma cidade e um distrito da Zâmbia, localizados na província Luapula.